# Taipei Exchange
Taipei Exchange (anciennement le marché Gre Tai Valeurs mobilières (GTSM)) est une fondation qui est organisée pour servir le marché de gré à gré et d'obligations de Taïwan. 

## Description
Il a été officiellement fondé le 1er novembre 1994. Le fonds initial de la fondation a été offert par la Bourse de Taïwan, l'Association des valeurs mobilières de Taïwan et Taïwan Depository Clearing. Son siège se trouve dans le district de Zhongzheng de la ville de Taipei. En février 2015, le Gre Tai Securities Market a changé son nom pour Taipei Exchange.
La bourse a des séances de 9h à 14h et des séances post-boursière de 14h à 14h30 tous les jours de la semaine à l'exception des samedis, dimanches et jours fériés, déclarés à l'avance par la Bourse.